# Принстонський університет
При́нстонський університет — один із найстаріших та найпрестижніших університетів США, розміщений у місті Принстон, штат Нью-Джерсі. Університет заснований 1746 року як Коледж Нью-Джерсі (College of New Jersey).
Університет є одним з восьми університетів Ліги плюща та одним з дев'яти колоніальних коледжів, заснованих до Американської революції. Принстонський університет видає дипломи бакалавра та магістра з природничих, гуманітарних, суспільних і технічних наук. Університет не має шкіл медицини, права, бізнесу та теології, однак пропонує професійні ступені в Школі суспільних та міжнародних відносин імені Вудро Вільсона, в Школі інженерних та прикладних наук, а також у Школі архітектури. Університет має в своєму розпорядженні найбільший ендавмент у світі з розрахунку на одного учня, загальна сума якого становить більше 22 млрд доларів (2015).
В структуру університету входять провідний регіональний театр Макартера, художній музей та музей природної історії. Бібліотека Принстонського університету нараховує понад 7  млн томів.
В університеті навчається близько 8 тис. студентів, з них — 2,5 тис. аспірантів та докторантів.

## Історія
Заснований 1746 року як Коледж Нью-Джерсі (англ. College of New Jersey). Став четвертим коледжем британських північноамериканських колоній. Перші заняття проходили в будинку засновника університету священика Джонатана Дікінсона в місті Нью-Брансвік. 1756 року навчальний заклад переїхав до міста Принстон, в будинок Нассау-хол, названий на честь королівського дому Вільгельма III в Англії.
Після передчасної смерті перших п'яти президентів Принстона, 1768 року президентом став Джон Візерспун. Він залишався на цій посаді до своєї смерті 1794 року. Під час свого президентства Візерспун змінив напрям університету й обрав пріоритетом підготовку нового покоління лідерів нової американської нації. Для досягнення цієї мети він посилив академічні стандарти й залучив в університет інвестиції. Президентство Візерспуна знаменувало собою тривалий період стабільності у розвитку університету, який був перерваний лише американською революцією та, зокрема, Битвою при Принстоні, під час якої британські солдати деякий час утримували Нассау-хол. Принстон відіграв примітну роль у подіях Війни за незалежність США: так підпис Джона Візерспуна стоїть під Декларацією незалежності; шоста частина учасників Конституційного конвенту були випускниками Принстона.
До будівництва Стенхоуп-холу (англ. Stanhope Hall), розпочатого 1803 року, Нассау-хол був єдиною будівлею, що належала університету. Наріжний камінь будівлі було закладено 17 вересня 1754 року. Влітку 1783 року Континентальний конгрес (Конгрес Конфедерації) зустрівся у Нассау-хол, проголосивши Принстон столицею країни на період чотирьох місяців. Протягом століть та внаслідок двох етапів реконструкції після великих пожеж (1802 й 1855 років), роль Нассау-холу змінювалася від будівлі загального призначення (де спочатку розташовувалися як адміністрація, так і класи для занять й спальні для студентів) до виключно навчального приміщення й аж до його нинішнього суто адміністративного центру університету.
1868 року, невдовзі після американської громадянської війни, на посаду президента вступив Джеймс Маккош. За два десятиліття служби він суттєво змінив навчальний план, ініціював розширення освіти в галузі наук, а також опікувався введенням в експлуатацію низки будівель у стилі неоготики. Маккош-хол названий на його честь.
1879 року була представлена перша дисертація на здобуття ступеня PhD. Дисертацію підготував Джеймс Ф. Вільямсон, випускник 1877 року.

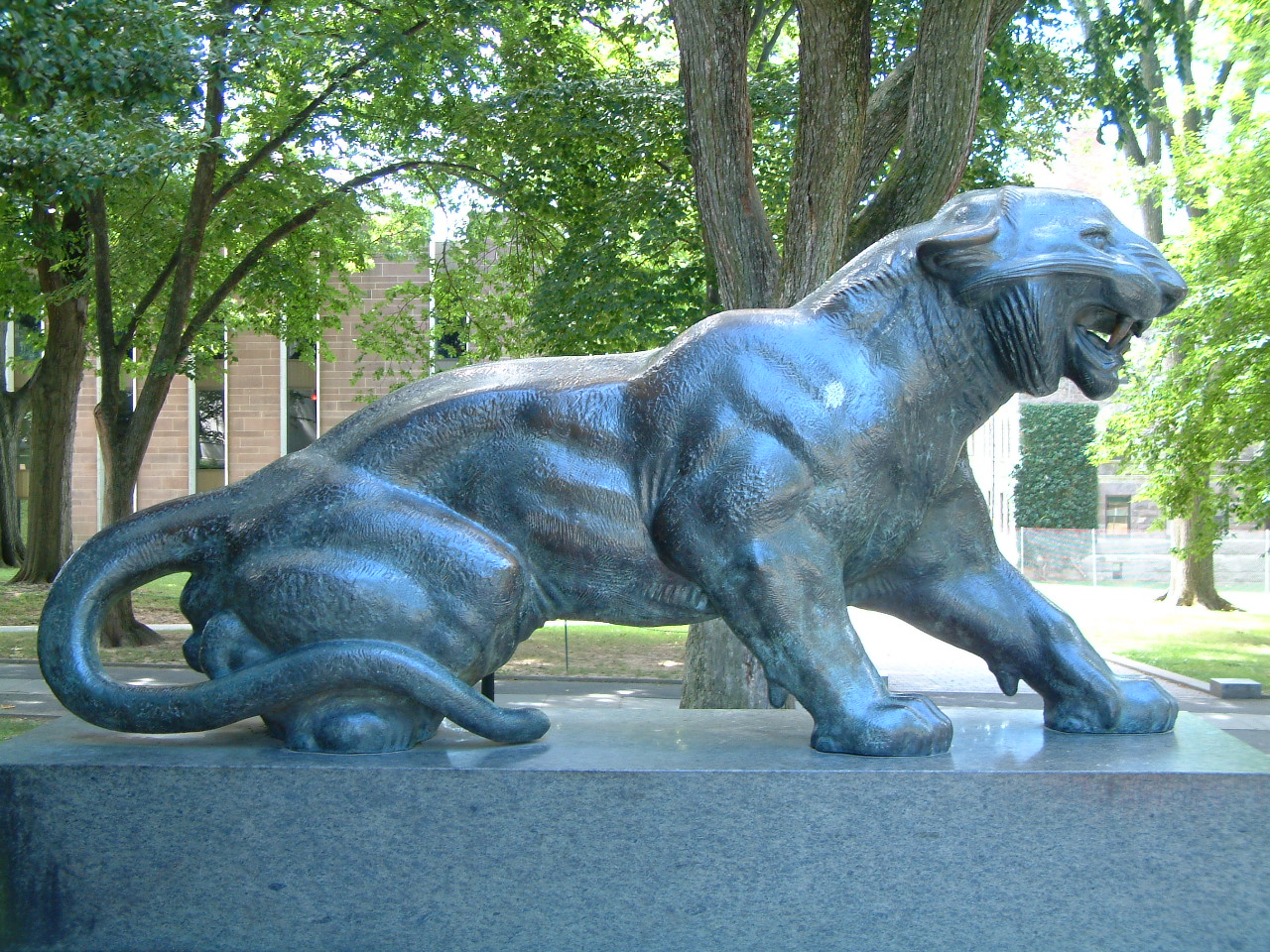
Один з двох тигрів біля входу в Нассау-хол.

Випускний клас 1879 року (в якому навчався майбутній президент США Вудро Вільсон) подарував університетові скульптури двох левів, які стояли при вході до Нассау-холу аж до 1911 року, коли вони були замінені на бронзові скульптури тигрів (усталений до того часу символ університету), тим самим випускним класом.
1896 року навчальний заклад було перейменовано з Коледжу Нью-Джерсі в Принстонський університет на честь міста, в якому він знаходиться, тож саме цього року Принстон офіційно отримав статус університету. У тому ж році університет був значно розширений. 1900 року було засновано магістратуру.

1902 року президентом університету став Вудро Вільсон, діяльність якого надала університету той престиж, який він має досьогодні. За Вільсона, в 1905 році університет заснував систему «прецепторіїв» (англ. precepts; українською це відповідає колоквіумам чи семінарам), що доповнило стандартні методи навчання, переважно у вигляді лекцій, більш індивідуалізованим підходом, при якому невеликі групи студентів одержали можливість тісніше взаємодіяти з викладачами у своїй сфері інтересів.
1906 року за фінансової підтримки Ендрю Карнегі на території університету було споруджено водосховище, яке отримало назву Озеро Карнегі. Колекція історичних фотографій, що документують період створення водосховища, зберігається в бібліотеці «Seeley G. Mudd Manuscript Library» на території кампусу.
2 жовтня 1913 року було відкрито Магістерський Коледж (Graduate College) Принстонського університету. А 1914 року завершено будівництво стадіону Палмер. 1919 року було засновано школу архітектури.
1933 року Альберт Ейнштейн став довічним членом Інституту перспективних досліджень з робочим кабінетом у кампусі Принстонського університету і, згодом, власним будинком на вулиці Мерсер в Принстоні.

## Кампус

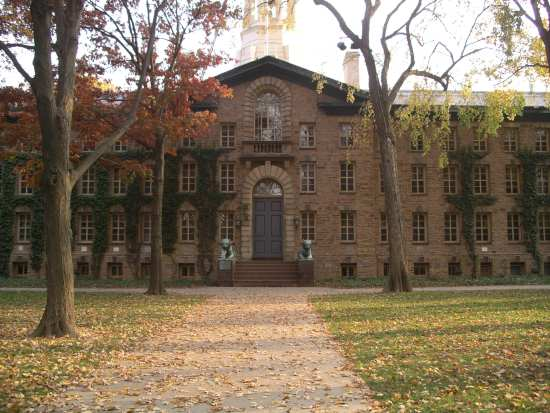
Нассау-Хол, 2003 рік.

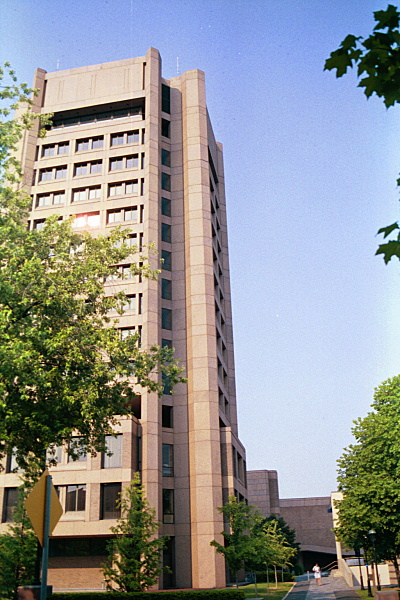
Файн-Хол, де знаходиться математичний факультет, є найвищою будівлею на кампусі.

Основний кампус розташований на площі близько 500 акрів (~2,0 км2). Кампус імені Джеймса Форрестала розділений між розташованими поруч містами Плейнсборо і Південним Брансвіком. Університет також має власнітсь в тауншипі Вест Віндзор. Кампуси розташовані приблизно за годину їзди від Нью-Йорка та Філадельфії.
Найстарша будівля на території кампусу — Нассау-Хол (англ. Nassau Hall, іноді «Old Nassau»; споруджена 1756 року) місце проведення третього Континентального конгресу. Випускні церемонії традиційно проводяться на галявині перед Нассау-Холом. На початку й в середині ХІХстоліття кампус розширювався навколо Нассау-Холу. Під час президентства Маккоша (1868-88) було споруджено декілька будівель в стилі високої вікторіанської готики та романського відродження. Багато з них нині не існують. В кінці дев'ятнадцятого століття Принстонський університет набув так званого колледжського готичного (неоготичного) стилю, яким університет відомий донині. Розроблений архітектором Вільямом Поттером, а пізніше втілений в життя головним архітектором університету Ральфом Адамсом Крамом, колледжський готичний стиль залишався стандартом для всіх нових будівель на території кампусу Принстона до 1960-х років. Споруджена в неоготичному стилі, Принстонська університетська каплиця є третім за величиною університетським храмом у світі, після храмів в Університеті Вальпараїсо та каплиці Королівського коледжу у Кембриджському університеті (Англія). Під час будівельного буму 1960-х років було споруджено низку нових будівель на південній стороні головного кампусу, переважно у відмінному від неоготичного стилі. Кілька відомих архітекторів зробило внесок у планування пізніших будівель, зокрема Френк Гері (Бібліотека імені Льюїса), В. М. Пій (Спелман-Холі), Деметрій Порфіріос (Вітман Коледж, проект в неоготичному стилі), Роберт Вентурі (Центр кампусу імені Фриста та деякі інші), а також Рафаель Віньолі (Лабораторія імені Карла Айкена).
Група скульптур XX століття розкидана на території кампусу й утворює так звану скульптурну колекцію Путнам (Putnam Collection of Sculpture). До неї належать роботи Александра Калдера («П'ять дисків: один порожній»), Якоба Епштейна («Альберт Ейнштейн»), Генрі Мура («Овал з крапками»), Ісаму Ногучі («Біле сонце») та Пабло Пікассо («Голова жінки»). Скульптура Річарда Серри «Їжак та лисиця» розташована між Пейтон-Холом та Файн-Холом, поруч з Принстонським стадіоном і Бібліотекою імені Льюїса.

## Бібліотеки

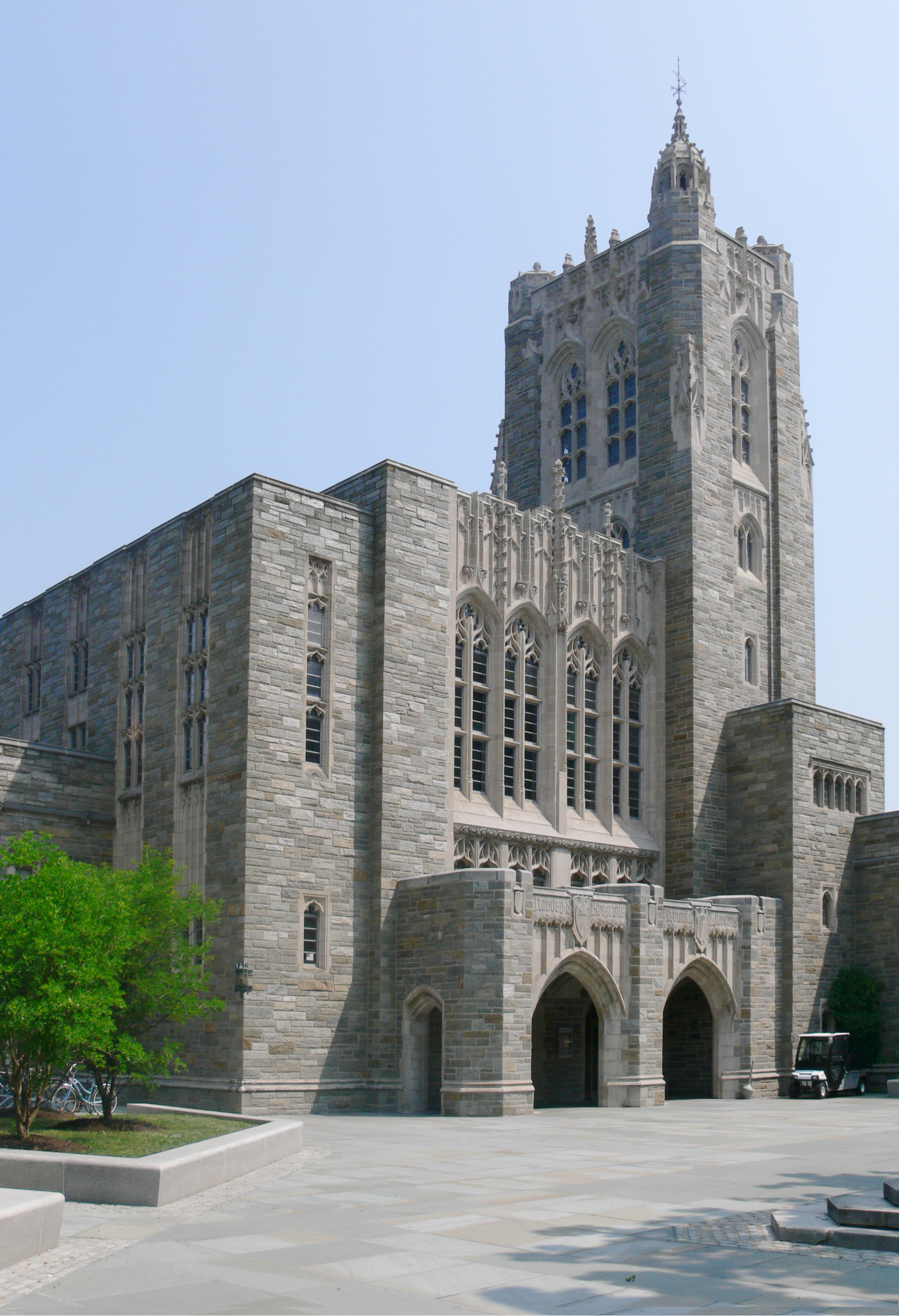
Файрстоунська бібліотека, 2007 рік.

Фонди системи бібліотек Принстонського університету становлять більше 11 млн одиниць зберігання, включаючи більше 7 млн книг.
Головною бібліотекою університету є Меморіальна Бібліотека імені Гарві С. Файрстоун (англ. The Harvey S. Firestone Memorial Library). У Файрстоунській бібліотеці та десяти спеціалізованих бібліотеках Принстонського університету на 2016 рік міститься 7,2 мільйона книг, таким чином вона є однією з найбільших університетських бібліотек у світі. Окрім Файрстоунської бібліотеки, до університетської бібліотечної системи входить низка окремих спеціальних бібліотек з окремих дисциплін, зокрема таких, як архітектура, історія мистецтв, дослідження Близького Сходу, дослідження Східної Азії, машинобудування, геологія, міжнародні відносини, державна політика, та психологія.
У лютому 2007 року бібліотека Принстонського університету приєдналася до амбітного проекту компанії «Google» з оцифрування великої кількості наукової та художньої літератури.

## Відомі викладачі, студенти та випускники Принстона
Принстонський університет пов'язаний з 35 лауреатами Нобелівської премії, які тут вчилися або викладали: а також 19 лауреатами Національної наукової медалі США.
Нижче наведено список деяких відомих осіб, тісно пов'язаних з Принстонським університетом:
- Вацлав Едвард Бенеш — математик.
- Елкан Блоут — біохімік.
- Пітер Богуцкі — один з найбільших сучасних археологів.
- Кларенс Браун — американський філолог-славіст, літературознавець, перекладач, автор першої біографії О. Мандельштама.
- Вудро Вільсон — ректор, губернатор штату Нью-Джерсі, президент США.
- Кваме Ентоні Аппіа — філософ, письменник, культуролог.
- Чарльз Конрад — американський астронавт, один з 24 людей, що долетіли до Місяця та один з 12, хто на нього висаджувався.
- Пол Кругман, лауреат Нобелівської премії з економіки.
- Гарві Лейбенстайн — американський економіст, основоположник концепції X-ефективності.
- Джон Мак-Карті — американський науковець в галузі інформатики, лауреат Премії Тюрінга за внесок в розробку штучного інтелекту.
- Фріц Махлуп — австрійський і американський економіст, один з перших дослідників «економіки знань».
- Вентворт Міллер — американський актор.
- Джон Мілнор — американський математик, лауреат Філдсівської премії.
- Джеймс Медісон — президент США.
- Джозеф С. Най-молодший — американський політолог, політик, професор.
- Джон Неш, лауреат Нобелівської премії з економіки.
- Джон Конвей — англійський математик, творець низки математичних ігор та нової категорії чисел, під назвою сюрреальні, лауреат чотирьох престижних премій, професор.
- Джулі Фішер — американська дипломатка
- Падюков Сергій Миколайович — американський інженер-архітектор, скульптор і правозахисник.
- Майкл Портер — американський економіст.
- Ендрю Вайлс — британський математик, довів Велику теорему Ферма.
- Едмунд Вілсон — літературний критик, письменник.
- Річард Фейнман, лауреат Нобелівської премії з фізики за створення діаграм, що описують перетворення елементарних частинок.
- Френсіс Скотт Фіцджеральд — письменник (не закінчив).
- Луїс Фішер — журналіст, викладач радянології.
- Денієл Цуї, лауреат Нобелівської премії з фізики за відкриття дробового квантового ефекту Холла.
- Брук Шилдс — модель, актриса.
- Альберт Ейнштейн, лауреат Нобелівської премії з фізики (викладач).
- Ервін Панофскі — один з найбільших істориків мистецтва (викладач).
- Бхакті Тиртха Свамі (Джон Едвін Фейворс) — американський громадський діяч, письменник та індуїстський вайшнавский гуру.
- Крістофер Сімс і Томас Сарджент, лауреати Нобелівської премії з економіки за 2011 рік, обидва викладали в Принстоні на час присудження премії.
- Харукі Муракамі — письменник, 1992 року здобув ступінь ад'юнкт-професора.
- Вільям Крейг — філософ, математик, логік
- Фаршід Муссаві — британська архітекторка